# Macrophthalmus telescopicus
Macrophthalmus telescopicus är en kräftdjursart som först beskrevs av Richard Owen 1839.  Macrophthalmus telescopicus ingår i släktet Macrophthalmus och familjen Ocypodidae. Inga underarter finns listade i Catalogue of Life.

## Bildgalleri

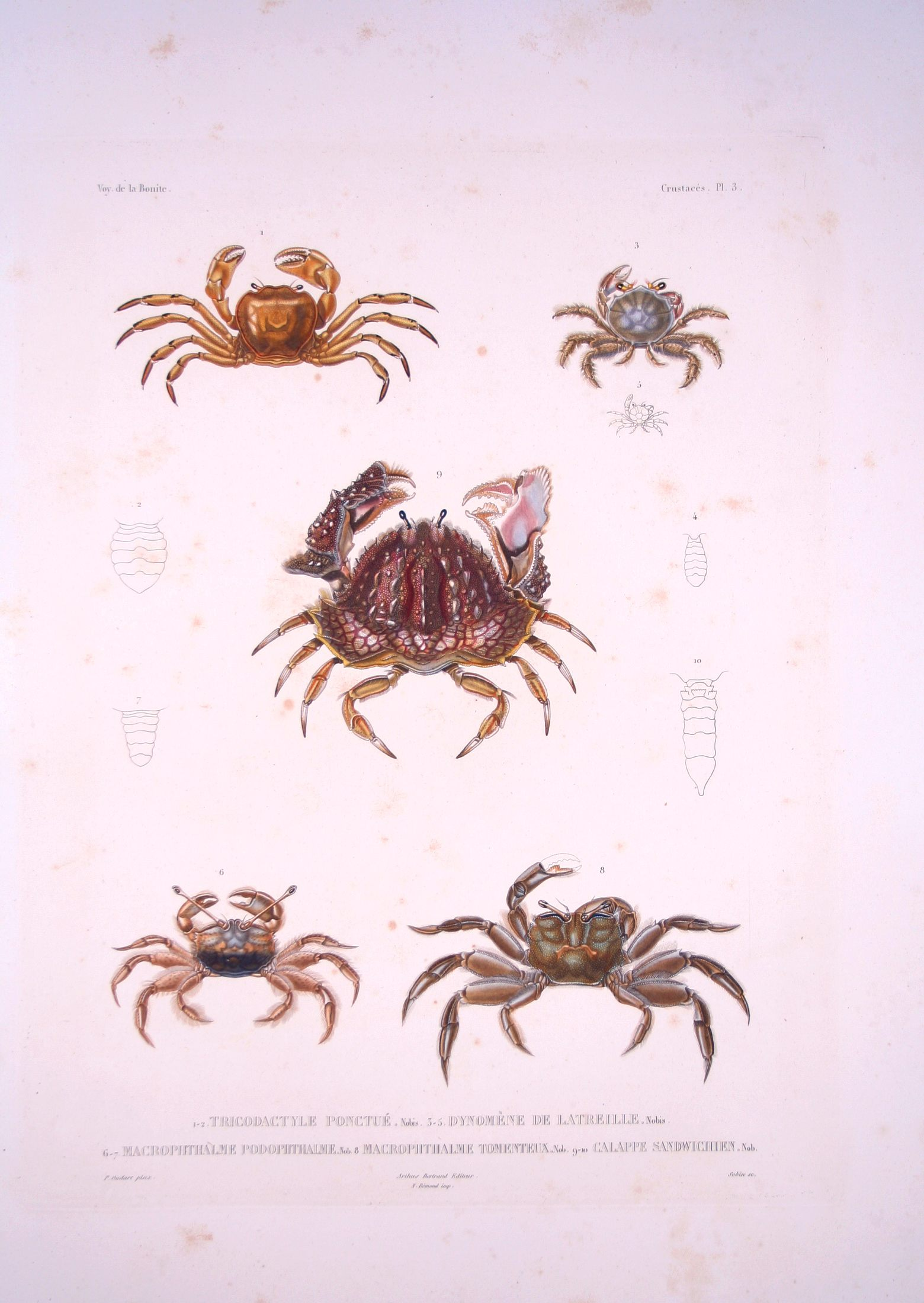